# エンペラー・エンターテインメント・グループ

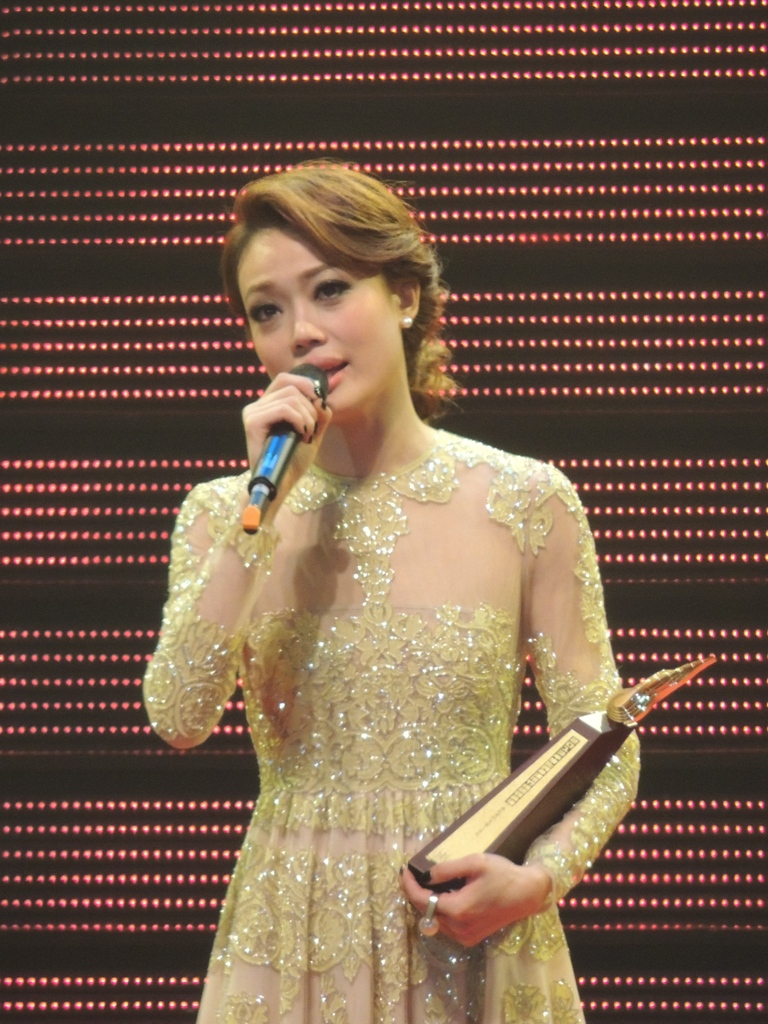
容祖兒

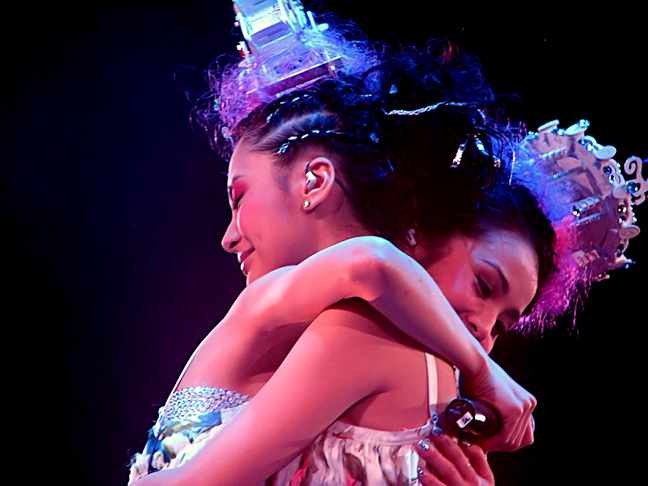
Twins

エンペラー・エンターテインメント・グループ（中文社名：英皇娛樂集團有限公司、英文社名：Emperor Entertainment Group）はエンペラー・グループ（英皇集團、Emperor Group）傘下のレコードレーベル兼マネジメント会社として1986年に現会長である楊受成（中国語版）によって設立された。EEGの略称で知られる。
2000年12月19日にEEGの名称で香港証券取引所に上場を果たした。
また、2008年10月には、海蝶音楽（中国語版）と協力して東南アジア向けの大型娯楽ネットワークを形成したと発表した。

## 所属アーティスト

### 男性
- ニコラス・ツェー（謝霆鋒）
- ケニー・クァン（關智斌）
- ウィリアム・チャン（陳偉霆）
- ジェイシー・チャン（房祖名）
- ケン・ホン（洪卓立）
- スティーブン・チョン（張致恒）
- ジェフ・ジャン（張信哲）
- イ・ジュンギ（李準基、이준기）
- カルロス・チャン（陳家楽）
- ディラン・クォ（郭品超）
- 石修
- 張敬軒

### 女性
- 容祖兒（ジョイ・ヨン）
- Twins（ツインズ）：鍾欣潼（ジリアン・チョン）、蔡卓妍（シャーリーン・チョイ）
- 李靖筠

### エンペラー・モーション・ピクチャーズ
- ベニー・ラウ（劉偉恒）
- 孫祖楊
- 藍燕
- キャシー・トン（湯怡）
- ミシェール・ワイ（衛詩雅）
- グラディス・フォン（馮皓詩）

### EEG中国
- ホアン・シェンイー（黄聖依）
- 海鳴威
- VC Girl
- 熊汝霖
- 苗圃
- 白冰
- 黄鑫
- 呉瓊
- 栗錦
- 陳潔
- 石天碩
- 馬閲

### ミュージック・プラス
- デイブ・ウォン（王傑）
- ユミコ・チェン（鄭希怡）
- ヴィンシー・チャン（泳兒）
- シャーマン・チョン（鍾舒漫）
- ディープ・ン（呉浩康）
- ウォン・チョーラム（王祖藍）
- レイモンド・ラム（林峯）

### ミュージック・アイコン・レコード
- アンソニー・ウォン（黄耀明）
- ドン・リー（李逸朗）
- マンディ・チアン（蒋雅文）
- キース・ウォン（王凱駿）
- ジーン・ガオ（高遠）
- アレックス・ウー（扈佳栄）

## 過去に所属していたアーティスト
エンペラー・エンターテインメント・グループ
- ニック・チョン（張家輝）
- ガレン・ロー（羅嘉良）
- ボンディ・チウ（趙学而）
- リリアン・ホー（何嘉莉）
- イーキン・チェン（鄭伊健）
- 鍾兆康
- 謝耀仲
- 張佳佳
- イザベラ・リョン（梁洛施）
- デニス・マック（麥子豪）
- I Love You Boyz

ミュージック・プラス
- ロマン・タム（羅文）（2002年10月18日死去）
- イーソン・チャン（陳奕迅）
- エディソン・チャン（陳冠希）
- グレース・イップ（葉佩雯）
- スウィング
- バーナード・チョウ（周英杰）
- マギー・ラウ（劉思恵）

ミュージック・アイコン・レコード
- ジョージ・ラム（林子祥）
- サリー・イップ（葉蒨文）
- チウ・チョンユー（趙頌茹）
- Baby Q

EEGミュージック・ファミリー
- ビアンカ・ウー（胡琳）
- 梁晴晴